# Missões diplomáticas da Ucrânia

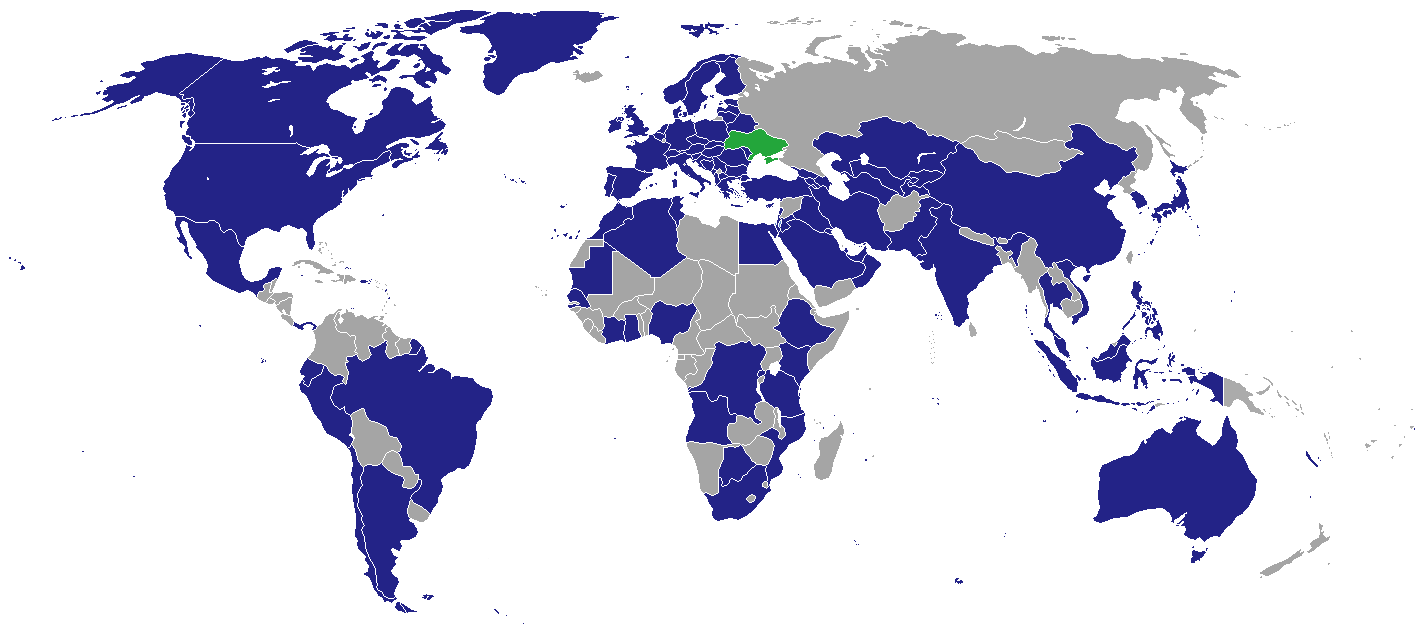
Mapa das missões diplomáticas da Ucrânia.

Abaixo se encontram as embaixadas e consulados da Ucrânia:

## Europa
- Alemanha
  - Berlim (Embaixada)

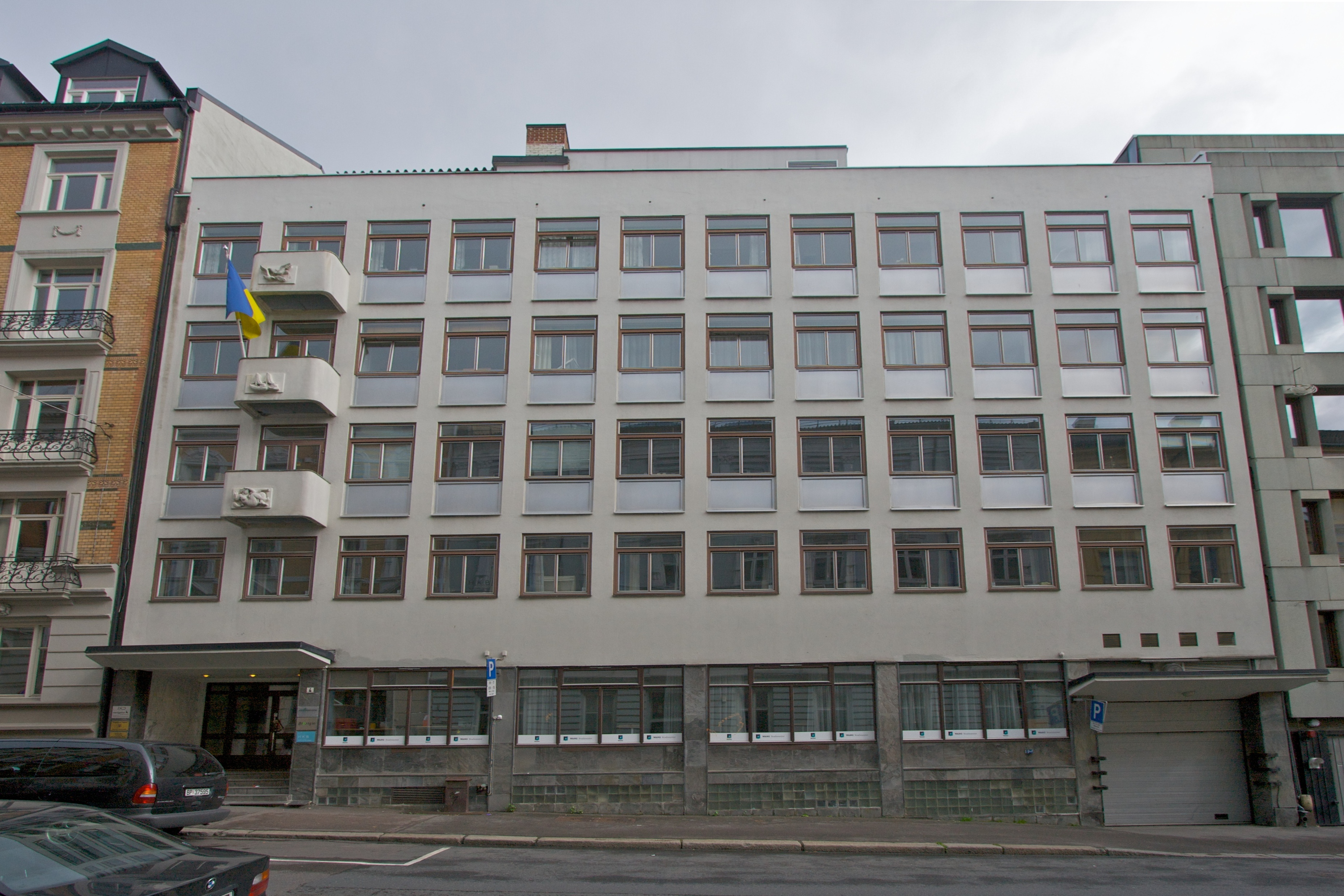
Embaixada da Ucrânia em Oslo.

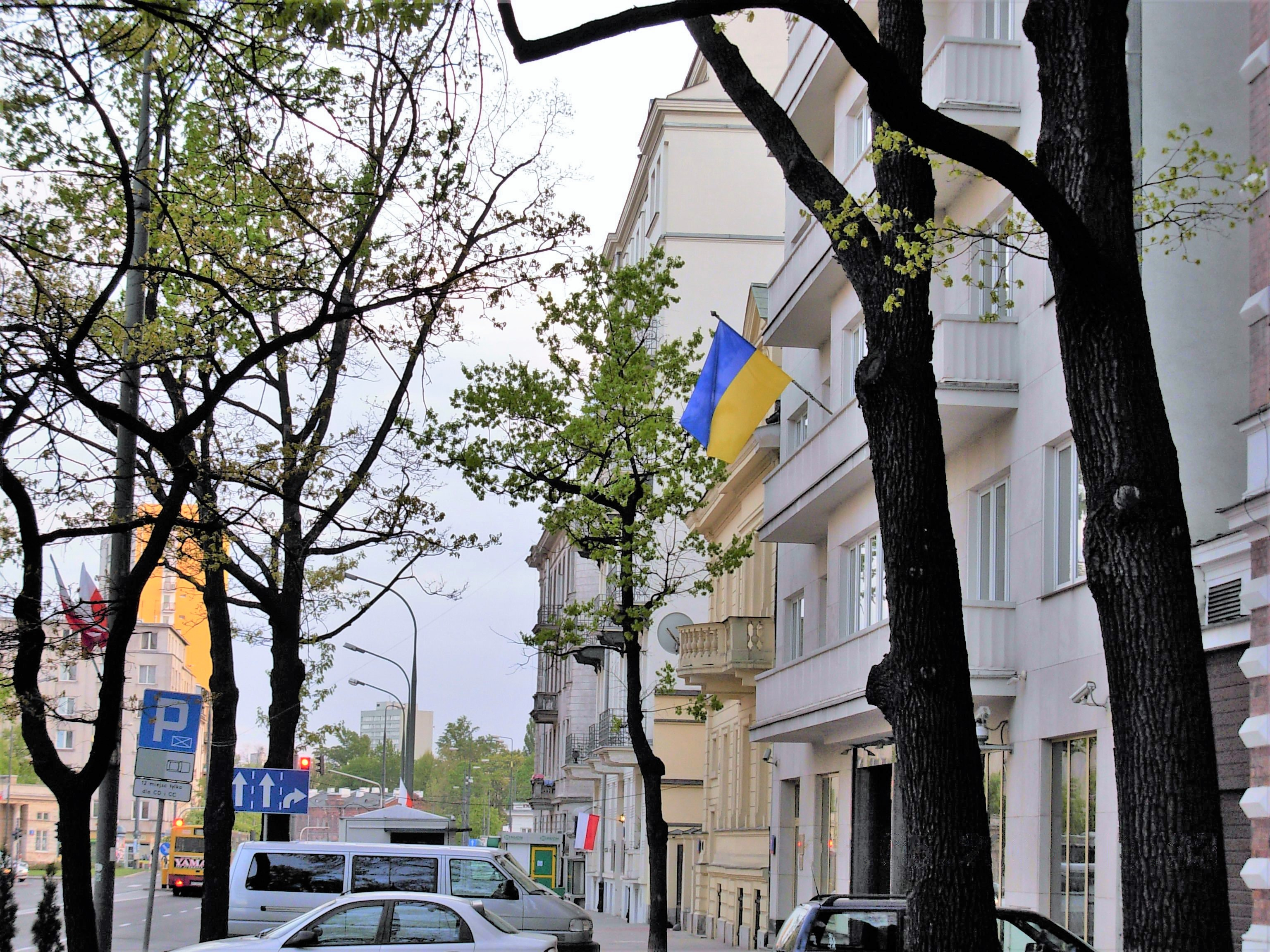
Embaixada da Ucrânia em Varsóvia.

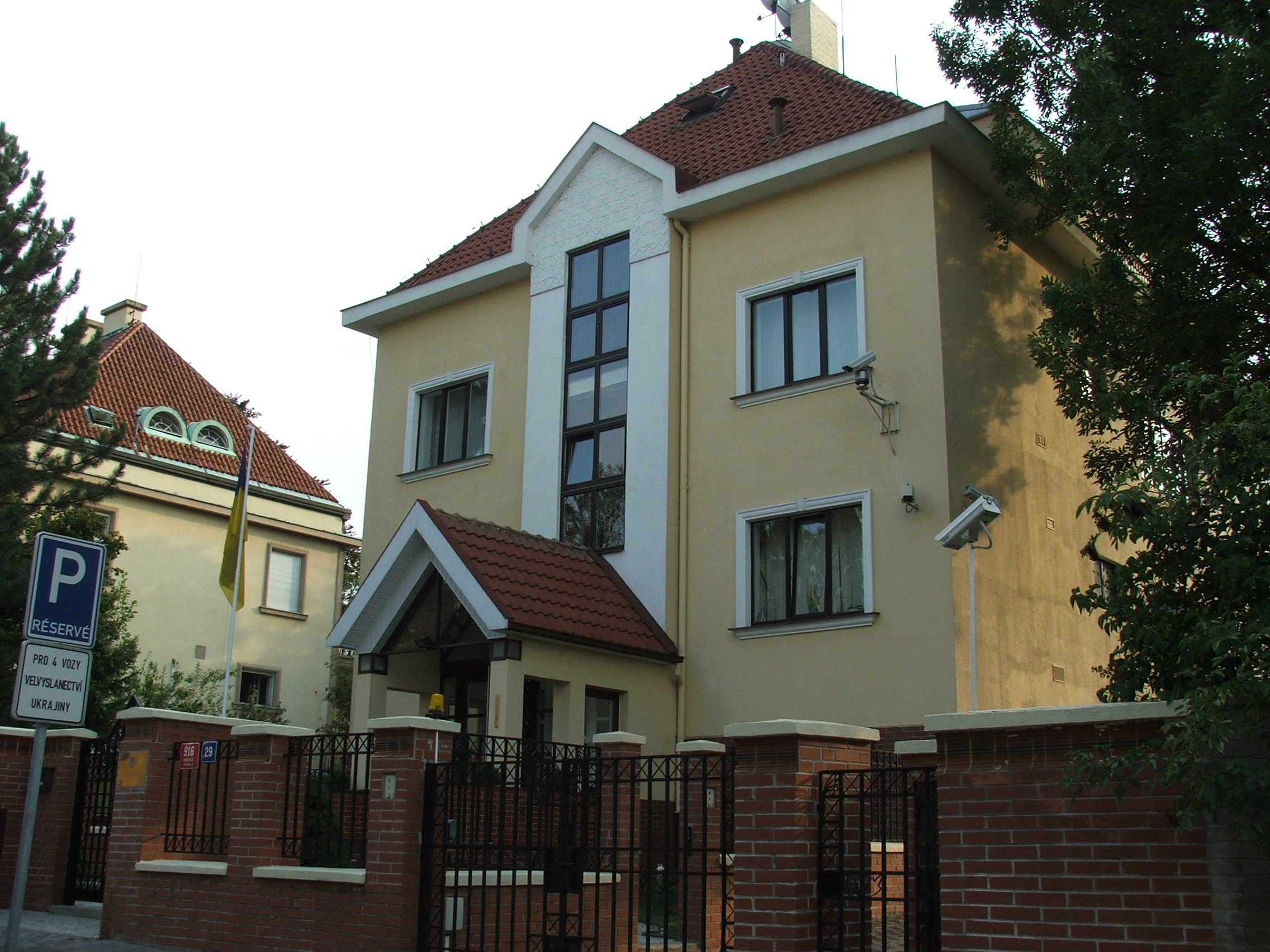
Embaixada da Ucrânia em Praga.

  - Frankfurt am Main (Consulado-Geral)
  - Hamburgo (Consulado-Geral)
  - Munique (Consulado-Geral)
- Armênia
  - Erevan (Embaixada)
- Áustria
  - Viena (Embaixada)
- Azerbaijão
  - Baku (Embaixada)
- Bélgica
  - Bruxelas (Embaixada)
- Bielorrússia
  - Minsk (Embaixada)
  - Brest (Consulado-Geral)
- Bósnia e Herzegovina
  - Sarajevo (Escritório)
- Bulgária
  - Sófia (Embaixada)
  - Varna (Consulado-Geral)
- Chipre
  - Nicósia (Embaixada)
- Croácia
  - Zagreb (Embaixada)
- Dinamarca
  - Copenhague (Embaixada)
- Eslováquia
  - Bratislava (Embaixada)
  - Prešov (Consulado-Geral)
- Eslovênia
  - Liubliana (Embaixada)
- Espanha
  - Madrid (Embaixada)
  - Barcelona (Consulado-Geral)
  - Málaga (Consulado)
- Estónia
  - Tallin (Embaixada)
- Finlândia
  - Helsinque (Embaixada)
- França
  - Paris (Embaixada)
  - Marselha (Consulado)
- Geórgia
  - Tbilisi (Embaixada)
  - Batumi (Consulado-Geral)
- Grécia
  - Atenas (Embaixada)
  - Salónica (Consulado-Geral)
- Hungria
  - Budapeste (Embaixada)
  - Nyíregyháza (Consulado-Geral)
- Irlanda
  - Dublin (Embaixada)
- Itália
  - Roma (Embaixada)
  - Milão (Consulado-Geral)
  - Nápoles (Consulado-Geral)
- Letônia
  - Riga (Embaixada)
- Lituânia
  - Vilnius (Embaixada)
- Macedônia do Norte
  - Skopje (Embaixada)
- Moldávia
  - Chisinau (Embaixada)
  - Bălţi (Consulado)
- Noruega
  - Oslo (Embaixada)
- Países Baixos
  - Haia (Embaixada)
- Polónia
  - Varsóvia (Embaixada)
  - Cracóvia (Consulado-Geral)
  - Gdansk (Consulado-Geral)
  - Lublin (Consulado-Geral)
- Portugal
  - Lisboa (Embaixada)
  - Porto (Consulado)
- Reino Unido
  - Londres (Embaixada)
  - Edimburgo (Consulado-Geral)
- Chéquia
  - Praga (Embaixada)
  - Brno (Consulado)
- Roménia
  - Bucareste (Embaixada)
  - Suceava (Consulado-Geral)
- Rússia
  - Moscou (Embaixada)
  - Rostov (Consulado-Geral)
  - São Petersburgo (Consulado-Geral)
  - Tiumen (Consulado-Geral)
  - Vladivostok (Consulado-Geral)
- Vaticano
  - Vaticano (Embaixada)
- Sérvia
  - Belgrado (Embaixada)
- Suécia
  - Estocolmo (Embaixada)
- Suíça 
  - Berna (Embaixada)

## América

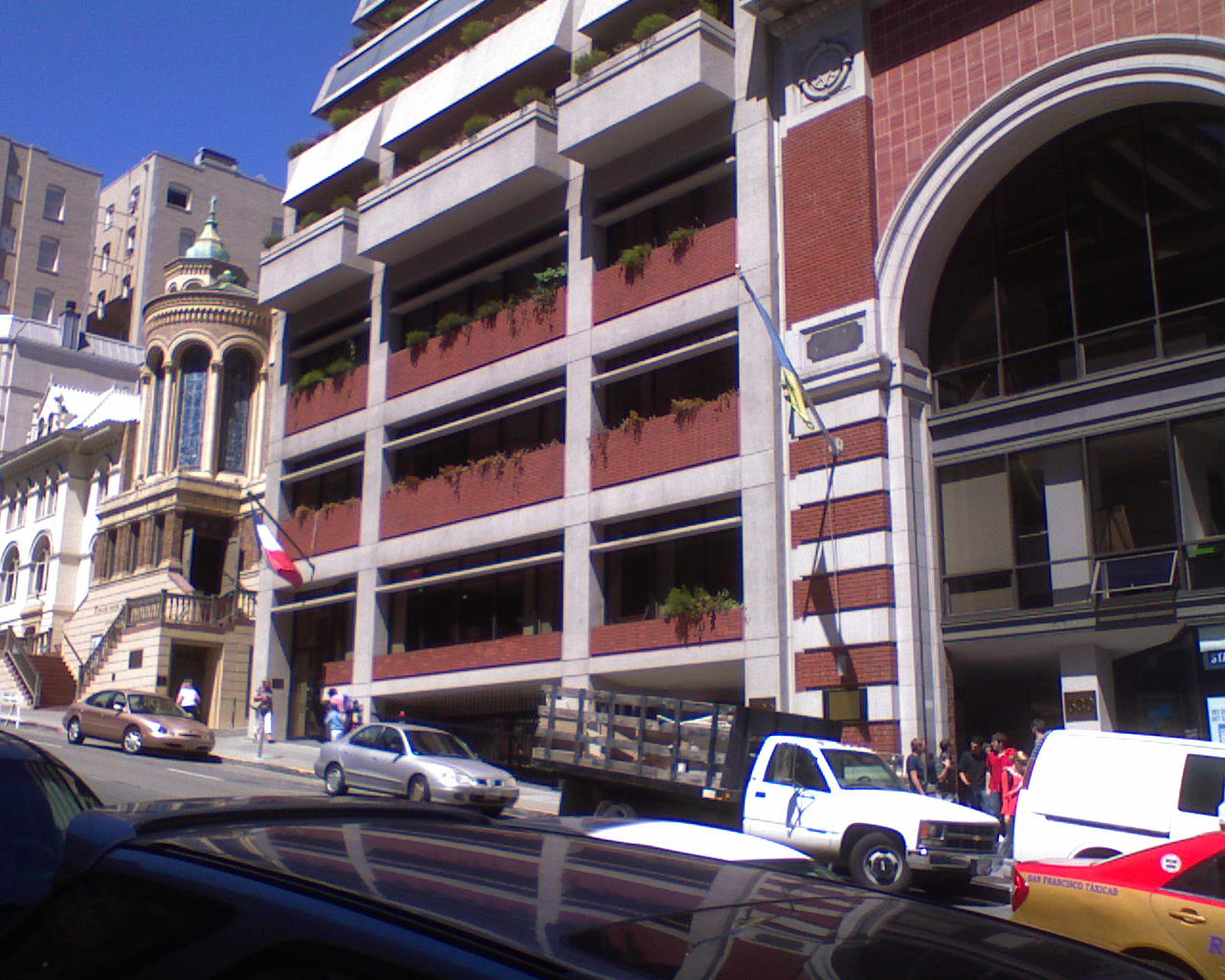
Consulado-Geral da Ucrânia em São Francisco.

- Argentina
  - Buenos Aires (Embaixada)
- Brasil
  - Brasília (Embaixada)
  - Rio de Janeiro (Consulado-Geral)
  - Curitiba (Consulado)
- Canadá
  - Ottawa (Embaixada)
  - Toronto (Consulado-Geral)
- Cuba
  - Havana (Embaixada)
- Estados Unidos
  - Washington, D.C. (Embaixada)
  - Chicago (Consulado-Geral)
  - Nova Iorque (Consulado-Geral)
  - São Francisco (Consulado-Geral)
- México
  - Cidade do México (Embaixada)
- Peru
  - Lima (Embaixada)

## Oriente Médio
- Arábia Saudita
  - Riade (Embaixada)
- Emirados Árabes Unidos
  - Abu Dhabi (Embaixada)
- Irão
  - Teerã (Embaixada)
- Iraque
  - Bagdá (Embaixada)
- Israel
  - Tel Aviv (Embaixada)
  - Haifa (Consulado-Geral)
- Jordânia
  - Amã (Embaixada)
- Kuwait
  - Kuwait (Embaixada)
- Líbano
  - Beirute (Embaixada)
- Síria
  - Damasco (Embaixada)
- Turquia
  - Ancara (Embaixada)
  - Istambul (Consulado-Geral)

## África
- Angola
  - Luanda (Embaixada)
- Argélia
  - Argel (Embaixada)
- Egito
  - Cairo (Embaixada)
- Etiópia
  - Addis Abeba (Embaixada)
- Guiné
  - Conacri (Embaixada)
- Quênia
  - Nairóbi (Embaixada)
- Líbia
  - Trípoli (Embaixada)
- Marrocos
  - Rabat (Embaixada)
- Nigéria
  - Abuja (Embaixada)
- África do Sul
  - Pretória (Embaixada)
- Tunísia
  - Tunes (Embaixada)

## Ásia
- China
  - Pequim (Embaixada)
  - Xangai (Consulado-Geral)
- Coreia do Sul
  - Seul (Embaixada)
- Índia
  - Nova Deli (Embaixada)
- Indonésia
  - Jacarta (Embaixada)
- Japão
  - Tóquio (Embaixada)
- Cazaquistão
  - Astana (Embaixada)
  - Almaty (Consulado-Geral)
- Quirguistão
  - Bisqueque (Embaixada)
- Malásia
  - Kuala Lumpur (Embaixada)
- Paquistão
  - Islamabad (Embaixada)
- Singapura
  - Singapura (Embaixada)
- Tailândia
  - Bangkok (Embaixada)
- Turquemenistão
  - Asgabate (Embaixada)
- Uzbequistão
  - Tashkent (Embaixada)
- Vietname
  - Hanói (Embaixada)

## Oceania
- Austrália
  - Camberra (Embaixada)

## Organizaçõs Multilaterais
- Bruxelas (Missão Permanente do país ante a União Europeia)
- Estrasburgo(Missão Permanente do país ante o Conselho da Europa)
- Genebra (Missão Permanente do país ante as Nações Unidas e outras organizações internacionais)
- Minsk (Missão Permanente do país ante a Comunidade dos Estados Independentes)
- Nairóbi (Missão Permanente do país ante as Nações Unidas e outras organizações internacionais)
- Nova Iorque (Missão Permanente do país ante as Nações Unidas)
- Paris (Missão Permanente do país ante a Unesco)
- Roma (Missão Permanente do país ante a Organização das Nações Unidas para Agricultura e Alimentação)
- Viena (Missão Permanente do país ante as Nações Unidas)